# Řehoř III.
Svatý Řehoř III. (kolem roku 690 Sýrie – 28. listopadu 741 Řím) byl papežem od 18. března 731 do své smrti. Katolická církev slaví jeho svátek 28. listopadu. Byl posledním neevropským papežem až do zvolení Františka v roce 2013.

## Původ a papežská volba
Řehoř pocházel ze Sýrie a díky tomu hovořil stejně dobře řecky jako latinsky. Papežem ho zvolili ihned po smrti sv. Řehoře II., jeho nastolení se však protáhlo o více než měsíc, neboť se čekalo na potvrzení byzantského místodržitele v Itálii. Bylo to vůbec naposled, kdy volbu papeže stvrzovaly císařské úřady byzantské.

## Hlavou církve
Největším problémem desetiletého Řehořova pontifikátu bylo obrazoborectví byzantského císaře Leona III. Syrského, které Řím odmítal. Papež svolal za tímto účelem na 1. listopadu 731 synodu do chrámu sv. Petra, kde shromáždění kněží schválili jeho protiobrazoboreckou politiku – výsledkem byl konflikt s Konstantinopolí, jež se vůči Řehořovi zprvu stavěla vstřícně. V reakci na rozhodnutí synody nařídil císař Leon, aby byla jižní Itálie církevně podřízena konstantinopolskému patriarchovi Anastasiovi, jednomu z předních obrazoborců. To znamenalo pro papežství vážnou ránu.
Další těžkosti vyvolával papežův napjatý poměr k langobardskému králi Liutprandovi, který vyvrcholil vpádem králových vojsk na římské území (738). Kromě čtyř měst – Orty, Amelie, Polimarzia a Bledy – postihlo drancování i samotný chrám sv. Petra. V nouzi se Řehoř obrátil s žádostí o pomoc na franského majordoma Karla Martela, avšak s nevalným úspěchem; pro Karla byl Liutprand vítaným spojencem v boji s Maury a navíc ho s ním pojilo osobní přátelství. Ohrožení ze strany Langobardů se tak vyřešit nepodařilo.
V roce 738 navštívil Řím apoštol Němců sv. Bonifác, aby získal souhlas s vybudováním církevní organizace v zaalpských krajích; ten také bez potíží obdržel. Již následujícího roku byly ustaveny čtyři nové diecéze – v Salcburku, Freisingu, Pasově a Řezně.
Řehoř III., který obnovil či založil množství kostelů a klášterů, zemřel v listopadu 741, jen několik měsíců po smrti svých dvou významných současníků, císaře Leona III. a majordoma Karla Martela.

## Odkazy

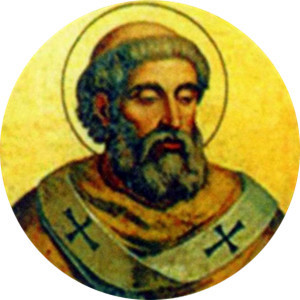
Portrét papeže sv. Řehoře III. v bazilice sv. Pavla za hradbami